# Titanogrypa albuquerquei
Titanogrypa albuquerquei är en tvåvingeart som först beskrevs av Guilherme A.M.Lopes 1976.  Titanogrypa albuquerquei ingår i släktet Titanogrypa och familjen köttflugor. Inga underarter finns listade i Catalogue of Life.